# 금계국
금계국은 국화목 국화과의 식물이다. 높이는 최대 60cm로 다년생이다. 기저잎과 줄기잎이 모두 있고 길이는 4~7cm이다. 잎은 마주나고 깃꼴겹잎이다.